# Intamin

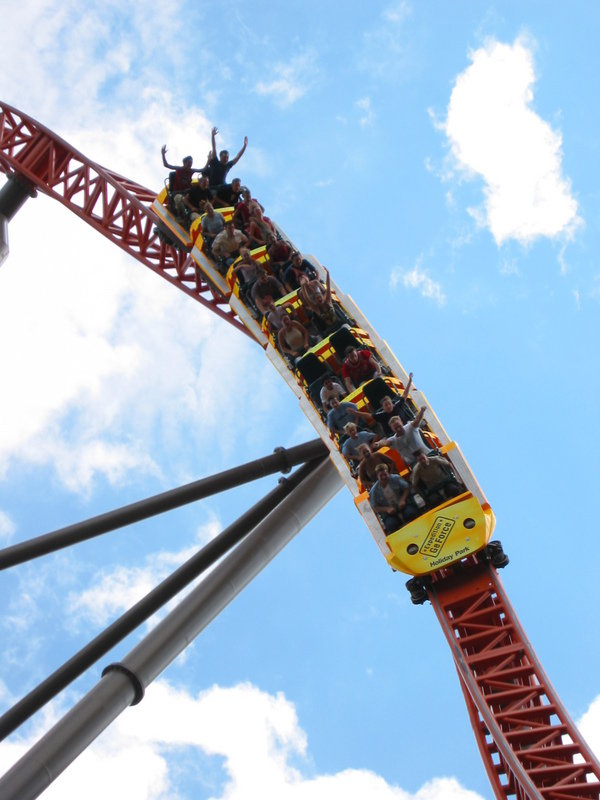
Аттракцион Expedition GeForce в г. Хаслох, Германия

Intamin AG — швейцарская машиностроительная компания, один из ведущих мировых разработчиков и производителей оборудования для парков развлечений. Специализируясь, в частности, на производстве американских горок, башен свободного падения, а также транспортных систем, она предлагает ассортимент из 22 типов развлекательных комплексов. Различные аттракционы производства Интамин АГ установлены сегодня более чем в 90 городах мира. Штаб-квартира — в городке Воллерау, кантон Швиц, (Швейцария).

## История фирмы
Интамин была основана в 1967 году братьями Робертом и Рейнхольдом Шпильдинерами и Альфонсом Зайко. С тех пор фирма сохраняет семейную традицию — сегодня в её руководство входит сын Рейнхольда Шпильдинера, Патрик Шпильдинер.
В первые годы своего существования фирма Интамин активно сотрудничала со швейцарскими производителями горнолыжных подъёмников и канатных дорог, что дало ей возможность накопить важный опыт в области обеспечения безопасности своей продукции. Первоначально Интамин специализировалась на транспортных системах, но в 1969 году ей удалось получить крупный заказ на производство аттракциона «Ойл Деррик», башни с наблюдательной платформой, для парка развлечений сети Сикс-Флэгс в Техасе, США.
В США же фирма установила, десять лет спустя, в 1979 году, свои первые американские горки в парке Цедар-пойнт. В этом же году было открыто американское отделение Интамин. Впоследствии фирме удалось усилить свои позиции на рынке Соединённых Штатов за счёт приобретения прав и патентов обанкротившейся немецкой фирмы «Шварцкопф ГмбХ» (не имеет отношения к известной марке косметических средств). Большая часть аттракционов Интамин разрабатывалась после этого в сотрудничестве с конструкторским бюро известного пионера американских горок Вернера Штенгеля, до этого работавшим со «Шварцкопф ГмбХ».

## Рекордные аттракционы

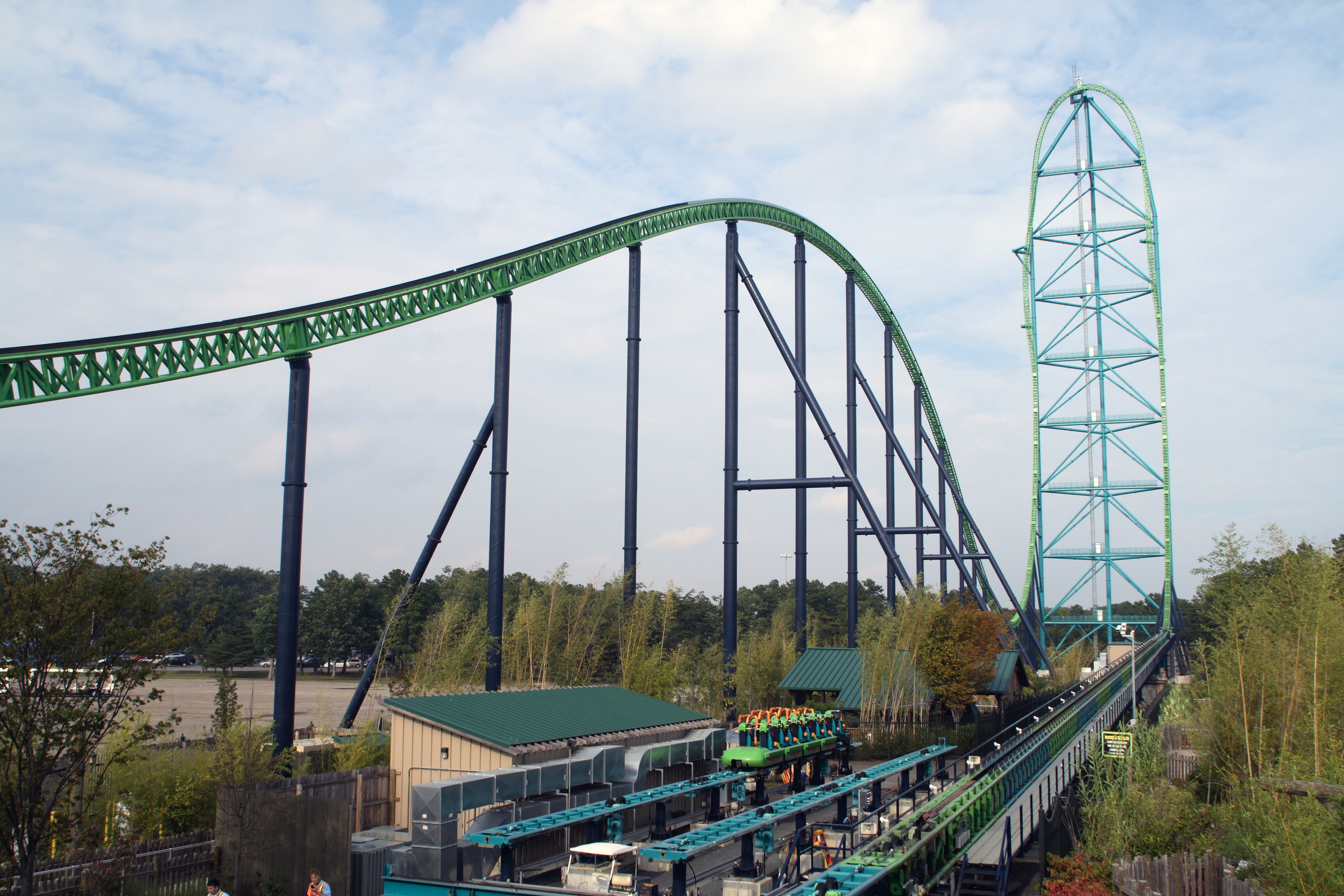
«Кингда Ка»

Фирма Интамин приобрела мировую известность в первую очередь благодаря своим рекордным аттракционам. Это, например:
- «Кингда Ка» — на сегодняшний день самые высокие в мире горки в парке Сикс-Флэгс в Нью-Джерси, США, высота трассы составляет 139 м, максимальная скорость поезда — 206 км/ч,
- «Формула Росса» — на сегодняшний день самые быстрые в мире горки. Максимальная скорость — 240 км/ч.
- «Колоссус» — первые в мире горки с 10 переворотами («петли» и «бочки»), установленные в Торпе-парке в Англии,
- «Миллениум-форс» — самые длинные горки из всех построенных Интамин, 2010 м, установлены в парке Цедар-пойнт в Огайо, США,
- «Колоссос» — самые высокие в мире горки с деревянной несущей конструкцией, 60 м, в Хайде-парке в Зольтау, Германия.

Другие аттракционы фирмы, такие как колеса обозрения и вышки свободного падения, также входят в число крупнейших в мире. Колесо обозрения в г. Фукуока в Японии — самое высокое в Азии и самое высокое в мире среди колёс обозрения традиционной конструкции.
Помимо выдающихся размеров, продукция Интамин отличается и технологической новизной. Фирма первой предложила и воплотила идею тройного колеса обозрения. В своих горках Интамин первой стала применять для разгона поездов гидравлические катапульты и синхронные линейные электродвигатели.

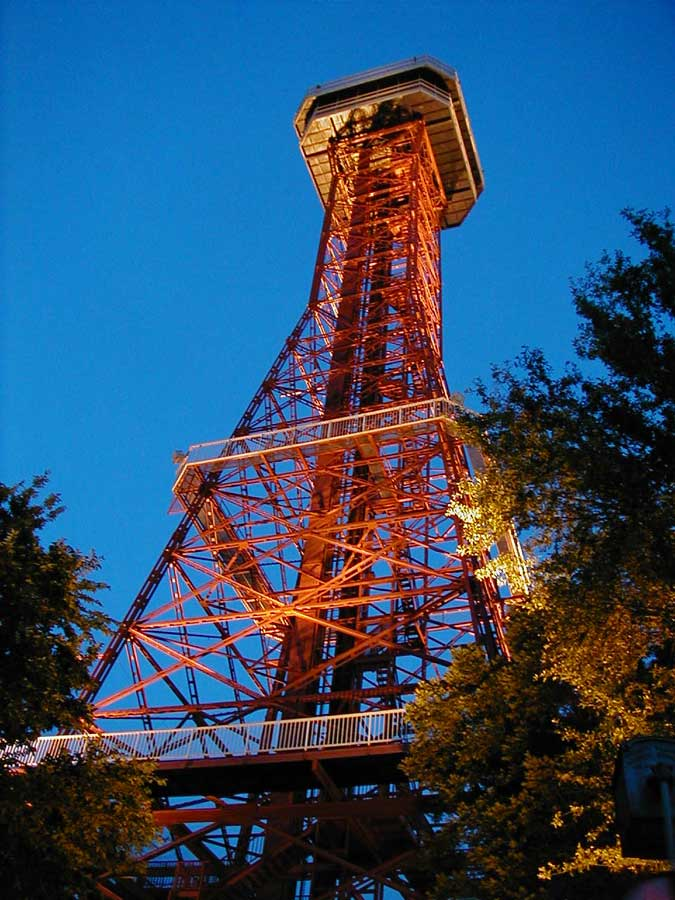
Первый аттракцион Интамин
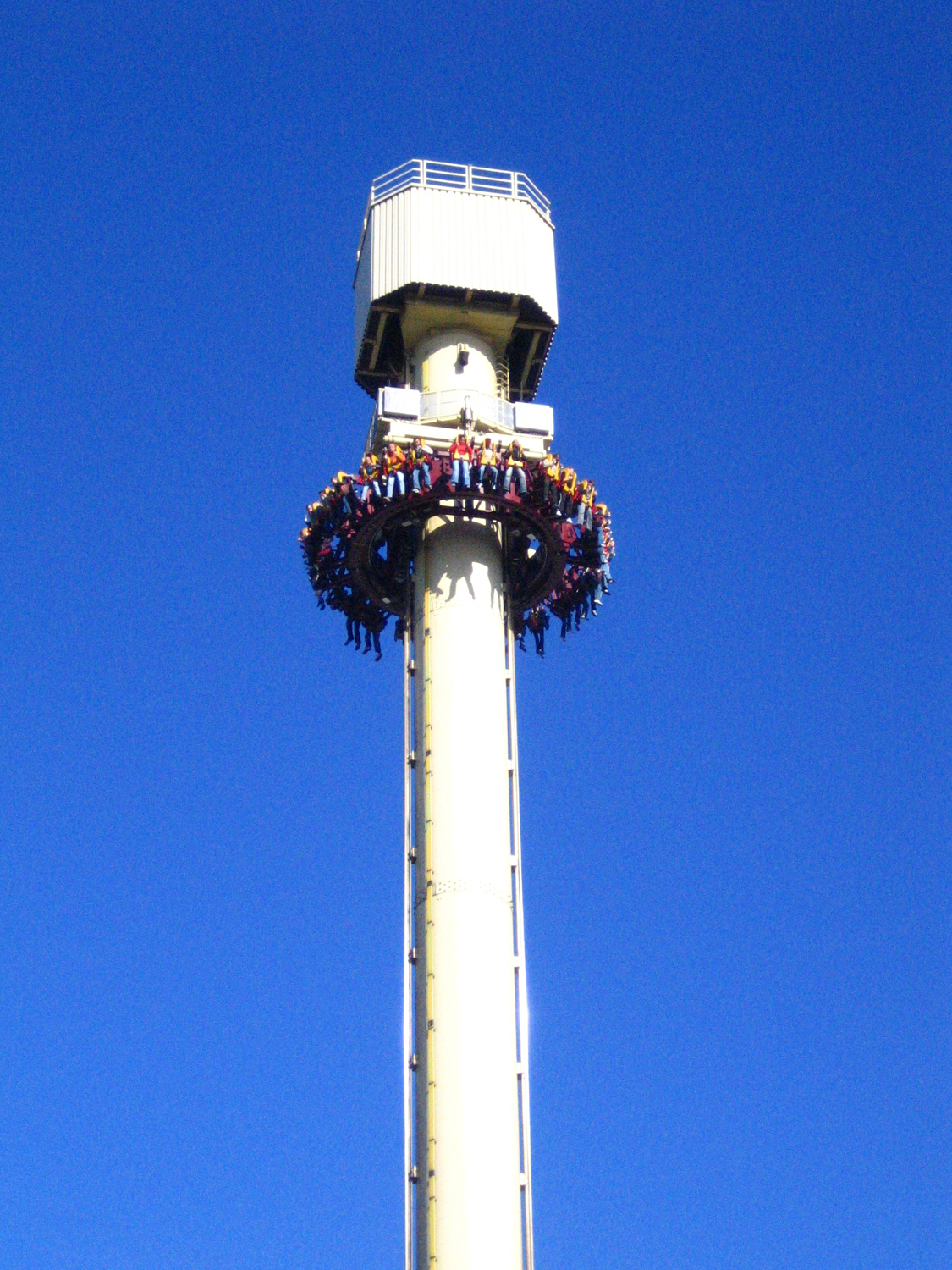
Вышка в Муви-парке, Германия
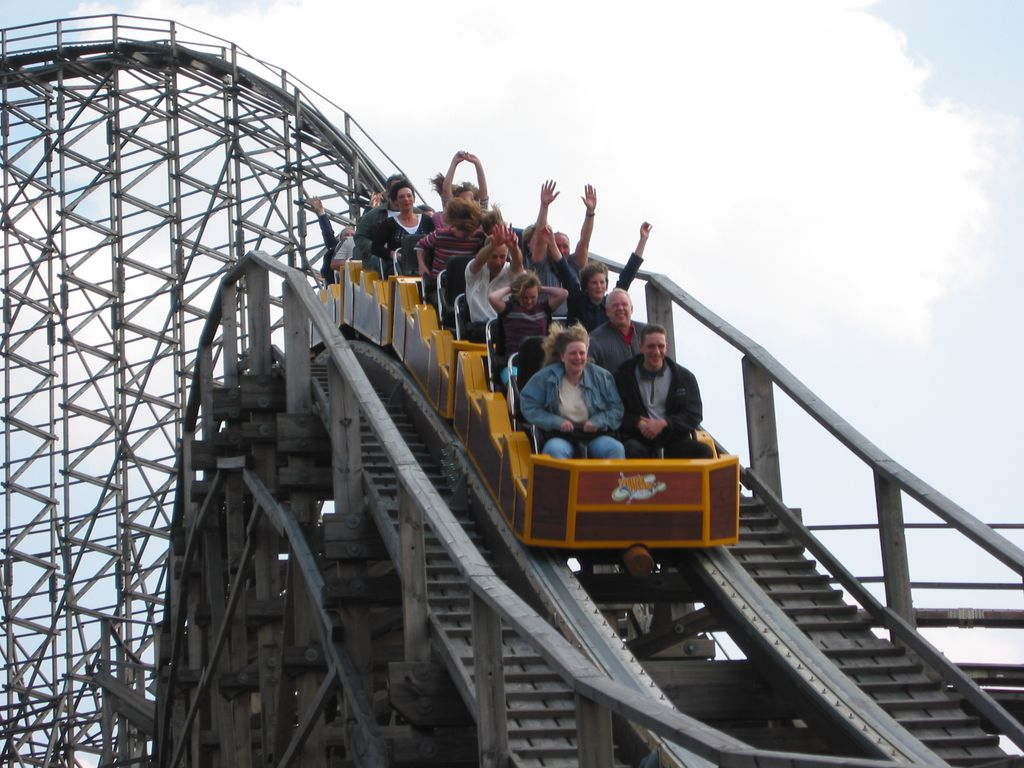
Деревянные горки «Колоссос»
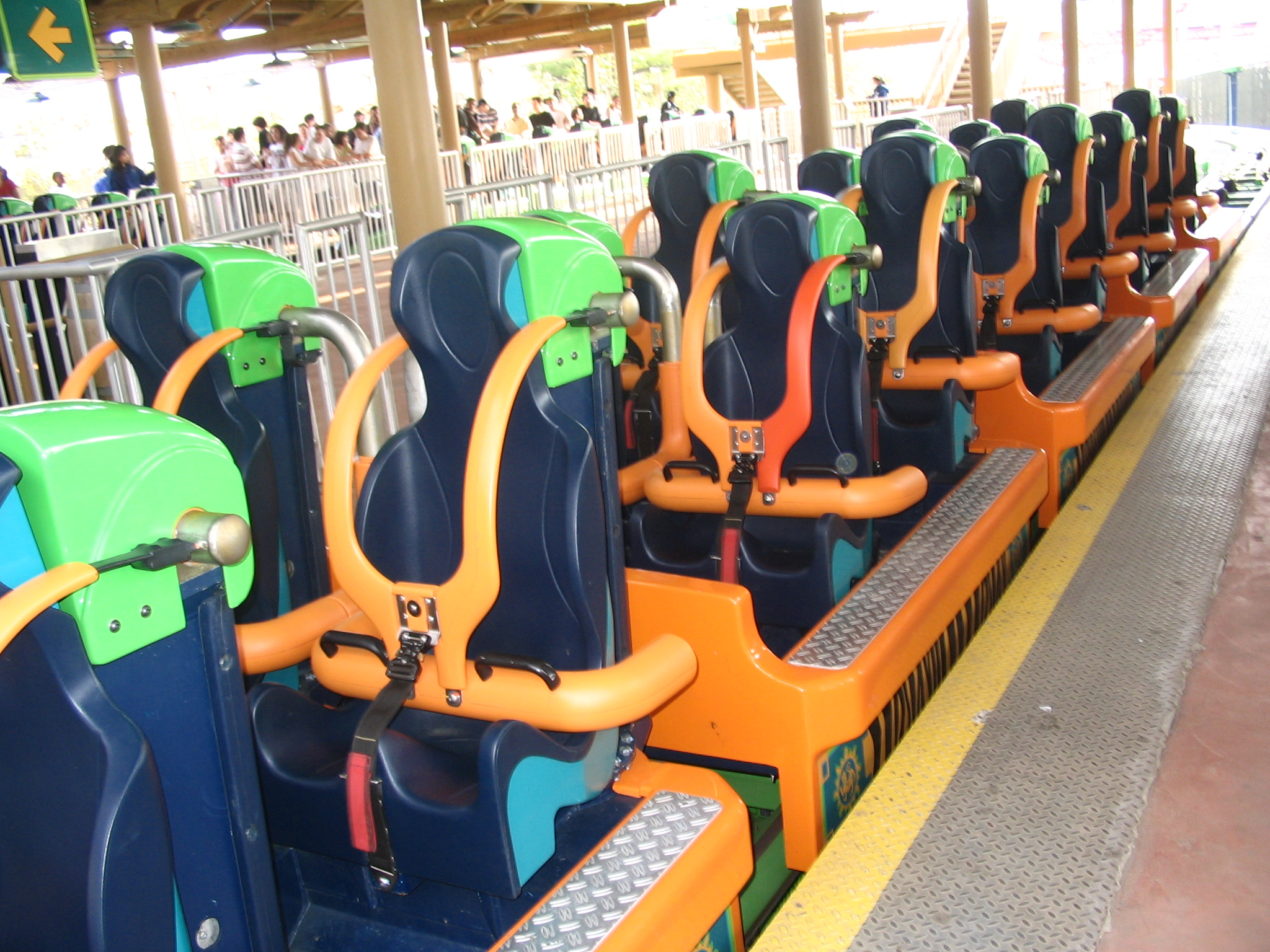
Поезд аттракциона «Кингда Ка»

## Intamin Transportation Ltd
Транспортное подразделение Интамин АГ — фирма Intamin Transportation Ltd — специализируется на создании т. н. people movers, монорельсовых транспортных систем с высокой степенью автоматизации, предназначенных преимущественно для перевозки пассажиров на выставках, в развлекательных парках и аэропортах. Модели P6 и P8 рассчитаны на перевозку 18-72 и 24-72 пассажиров соответственно, в зависимости от количества модулей в поезде. Более крупные поезда модели P30 рассчитаны уже на перевозку от 40 до 200 и даже до 250 пассажиров и могут использоваться в качестве городского общественного транспорта. Все модели поездов Интамин могут поставляться с функцией автоматического управления из диспетчерского центра.

### P6
Монорельсовая система, предназначенная для перевозки посетителей на выставках, развлекательных комплексах и т. п. Благодаря компактным размерам (ширина бруса составляет 230 мм) и способности к преодолению достаточно больших уклонов может применяться в закрытых помещениях.
Установленные системы:
- Сеул, Южная Корея, 1986 г., построена как часть развлекательного комплекса Lotte World и связывает его крытую часть с открытым островом аттракционов.
- Тэджон, Южная Корея, 1993 г., построена к проведению выставки EXPO 93.
- Шэньчжэнь, КНР, 1993 г., кольцевая линия на территории архитектурно-ландшафтного парка Window of the World, 1,7 км, 3 станции.
- Бангкок, Таиланд, 1996 г., кольцевая однопутная линия длиной 1,6 км связывает торговый центр с прилегающим к нему крытым развлекательным комплексом, 4 станции.
- Рио-де-Жанейро, Бразилия, 1996 г., кольцевая однопутная линия связывала торговый центр Barra Shopping с автостоянкой. 1,6 км, 3 станции. Линия демонтирована.
- P6 несколько раз устанавливался на проводимых в ФРГ раз в 2 года садово-парковых выставках IGA, в 1993 г. в Штутгарте, в 1997 г. в Гельзенкирхене и в 1999 г. в Магдебурге. После IGA-99 монорельсовая линия осталась в магдебургском Ельбауен-парке на постоянной основе. Кольцевая линия длиной 2,8 км, 2 станции.

### P8
Более крупная монорельсовая система, предназначенная для городской перевозки пассажиров. Установлена в Шэньчжэне в 1999 году и связывает между собой несколько туристических гостиниц, торговый центр и четыре ландшафтных парка. Однопутная кольцевая линия, носящая название Happy Line, имеет длину 4,4 км, 6 станций и отвод в депо. Закрылась 1 ноября 2018 года после столкновения двух поездов.

### P30
На базе модели P30 реализована ММТС — Московская монорельсовая транспортная система, при этом конструкция поезда и пути была доработана для эксплуатации в условиях холодных зим, а также оснащена тяговым приводом на базе асинхронных линейных двигателей. В настоящий момент ММТС — единственный в мире монорельс с линейным двигателем.
В Олимпийском городке — в Ашхабаде, столице Туркменистана, действует вторая монорельсовая дорога, проходящая по всей локации в 54 гектаров. 5100 метров впечатляющей монорельсовой дороги фактически парит на высоте 6-13 метров при посредстве массивных опор.
Монорельсовая система является не просто связующей линией инфраструктуры городка, но также удобным и захватывающим способом передвижения между объектами для спортсменов и представителей делегаций.
Монорельсовый поезд, который состоит из 3х кабинок, может перевозить 75 пассажиров. Максимальная скорость на время проведения Игр — 46 км/час, при максимально возможной − 60 км/час. Поезд будет проходить полный маршрут в 8 станций за 18 минут. Одновременно будут курсировать 3 поезда, перевозящие до 810 пассажиров / час.
Строительство олимпийского монорельса стартовало в июне 2012, и завершилось в июне 2017 года. Масштабная система — результат плодотворного труда компаний «Polimeks», возводившей монорельсовую дорогу, и «Intamin Swiss», предоставившей поезда.

### Прочие системы
В 1987 г. в развлекательном парке Буш Гарденс во Флориде, США фирмой Интамин была установлена подвесная монорельсовая дорога, предназначенная для туров по «африканской» секции парка, со свободным содержанием животных. Длина дороги составляла примерно 800 метров, вмещавший 72 экскурсанта поезд проходил её за 10-12 минут. Дорога была демонтирована в 1999 г.

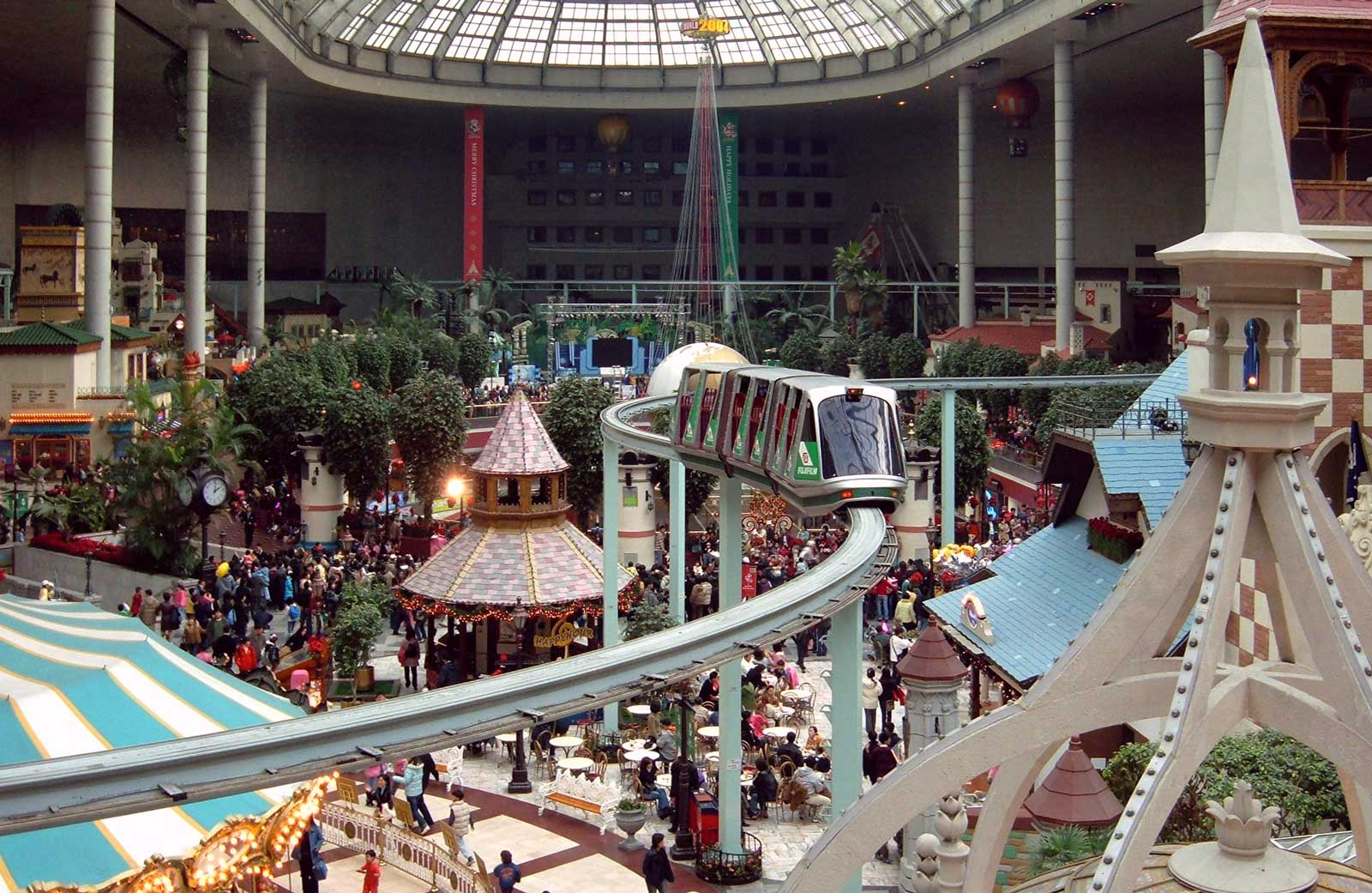
Поезд P6 в парке аттракционов Lotte World в Южной Корее
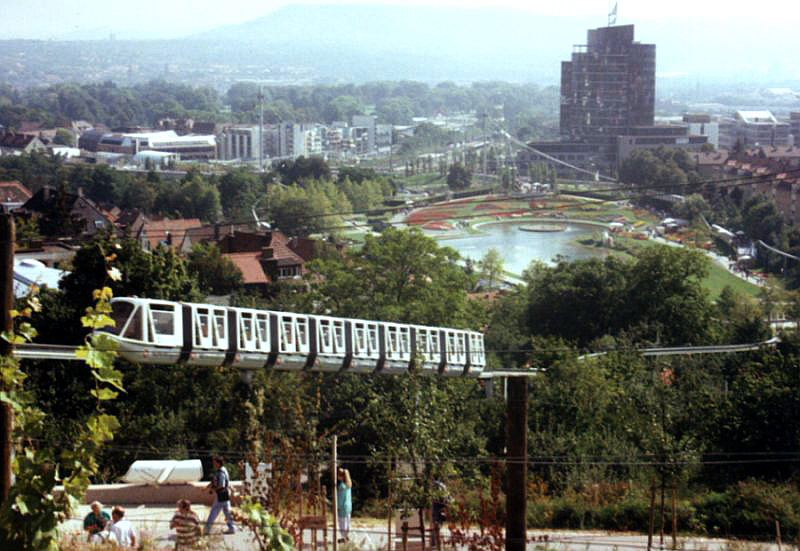
Поезд P6 на выставке IGA-93 в Штутгарте
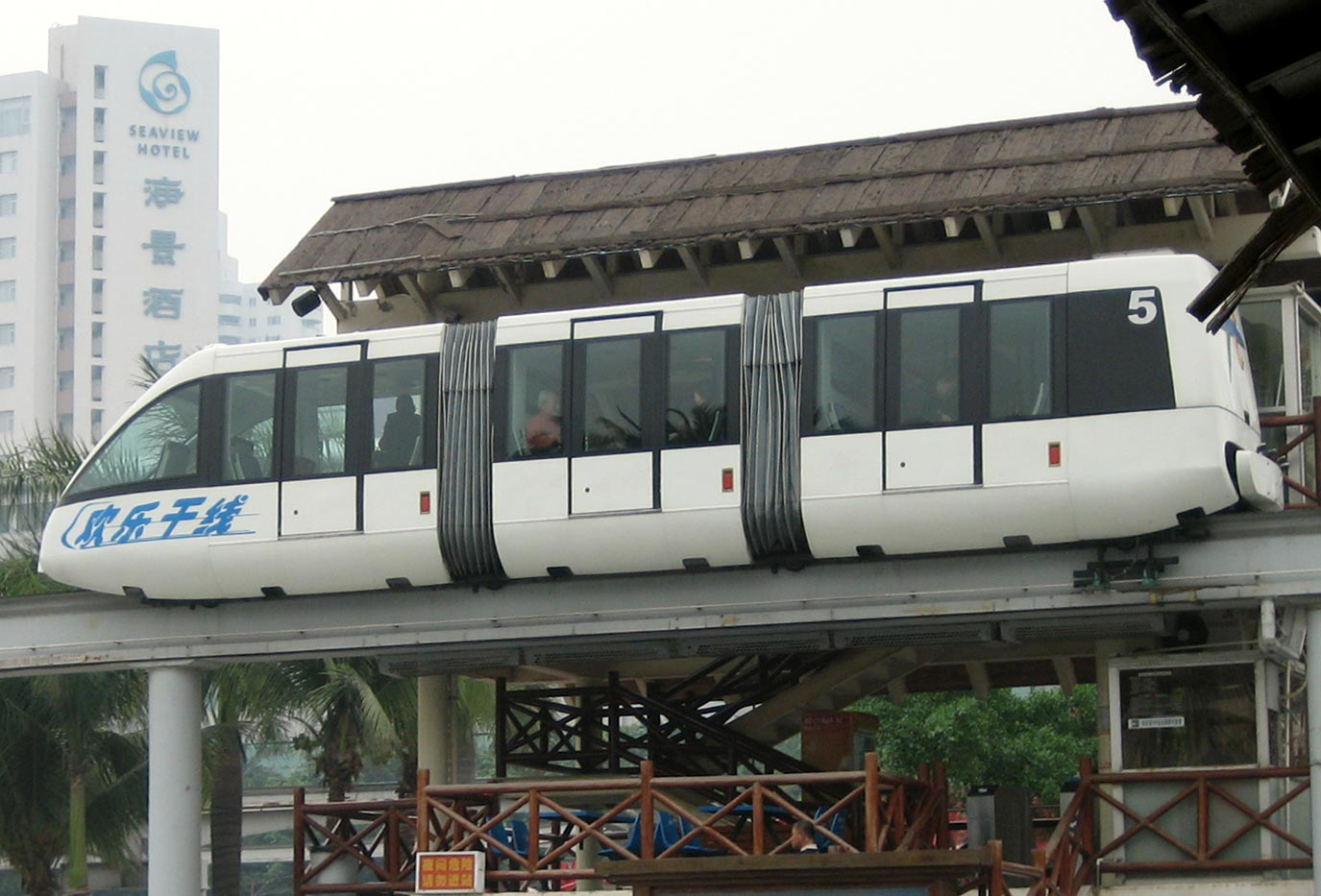
Поезд P8 на станции линии Happy Line в Шэньчжэне
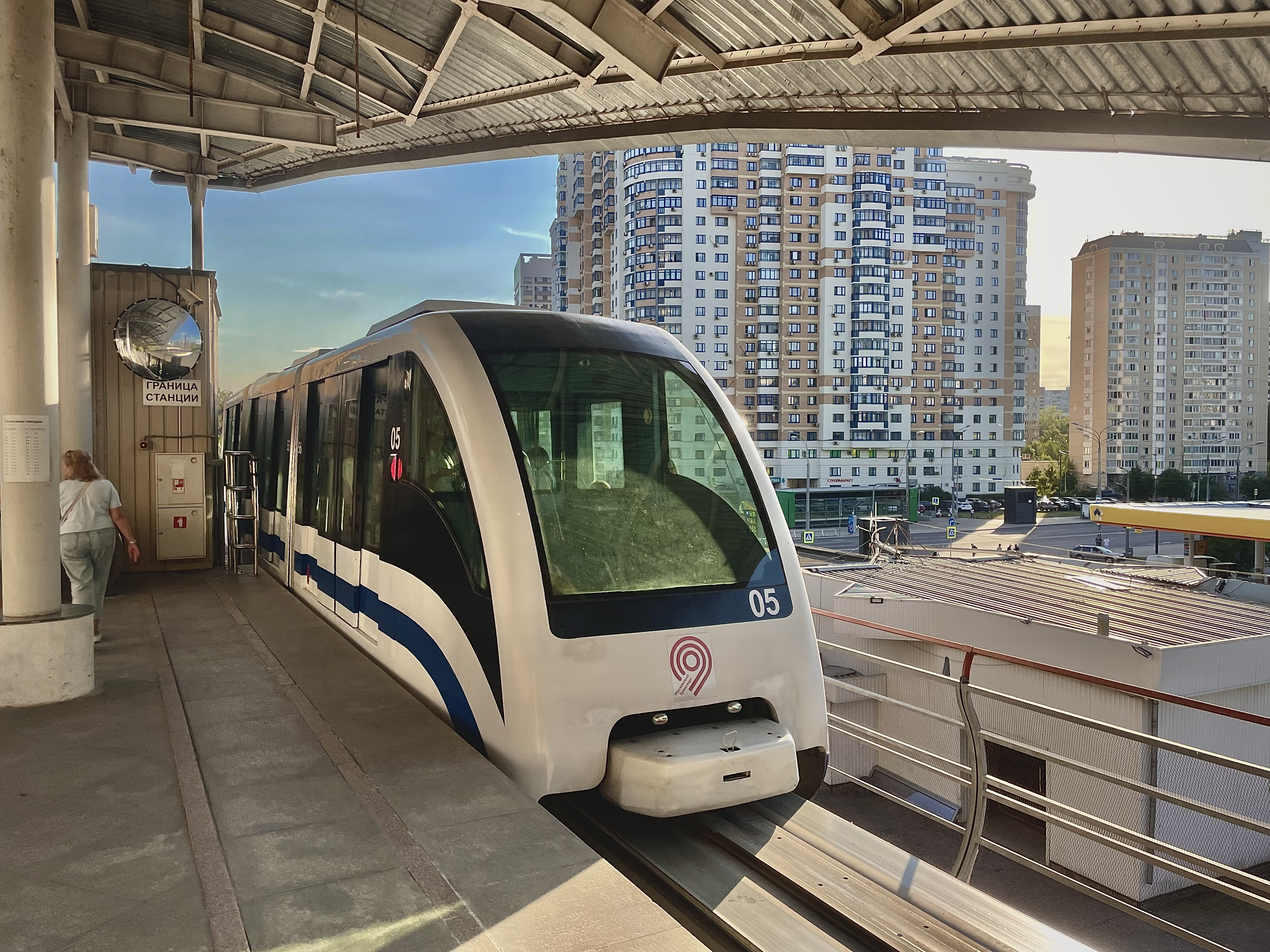
Поезд Московского монорельса на станции «Улица Милашенкова»